# Собор Святого Маврикия (Анже)
Собор святого Маврикия (фр. Cathédrale Saint-Maurice d'Angers) — кафедральный католический собор в городе Анже, Франция.
Храм построен в 1032 — 1523 годах по приказу епископов Нормана де Дуа и Гийома де Бомона, на месте сгоревшего здания старой церкви. Кроме исторической ценности, собор святого Маврикия известен и своими архитектурными особенностями. В частности, витраж здания считается одним из шедевров французского стекольного ремесла XIII века. А некогда принадлежавшие собору, знаменитые гобелены Николя Батая теперь выставляются в замке Анже.
Сегодня, собор является центром епархии Анже и одним из национальных памятников Франции.

## Интересные факты
В средние века Собор святого Маврикия наряду с Амьенским собором претендовал на то, чтобы заполучить одну из самых почитаемых христианских реликвий — голову Иоанна Крестителя.

## Галерея
- Окно-роза на северной стороне
- Один из видов собора
- Общий вид собора
- Внутреннее убранство собора